# グレネード (駆逐艦)
|          | |
| 艦歴     | |
| 発注     | |
| 起工     | 1934年10月3日                                                                                                 |
| 進水     | 1935年11月12日                                                                                                |
| 就役     | 1936年3月28日                                                                                                 |
| その後   | 1940年5月29日に戦没                                                                                           |
| 除籍     | |
| 性能諸元 | |
| 排水量   | 基準：1,350トン 満載：1,854トン                                                                               |
| 全長     | 323 ft (98 m)                                                                                                 |
| 全幅     | 33 ft (10 m)                                                                                                  |
| 吃水     | 12.4 ft (3.8 m)                                                                                               |
| 機関     | アドミラリティ式重油専焼水管缶 3基 パーソンズ式オール・ギヤードタービン 2基 34,000shp、2軸推進                |
| 最大速力 | 36ノット (66.7 km/h)                                                                                          |
| 航続距離 | 5,530海里/15ノット                                                                                            |
| 乗員     | 145名 |
| 兵装     | Mark IX 4.7in（120mm） 単装砲 4基 12.7mm 4連装機銃 2基 533mm 4連装魚雷発射管 2基 爆雷 爆雷投射機 爆雷投下軌条 |

グレネード (HMS Grenade, H86) はイギリス海軍のG級駆逐艦。

## 艦歴
1934年10月3日起工。1935年11月12日進水。1936年3月28日竣工。1940年5月29日、ダンケルクからの撤退作戦（ダイナモ作戦）中にイギリス海峡でドイツ軍の急降下爆撃機Ju 87の攻撃を受けて沈没。